# Livinus Bruneel
Livinus Bruneel (Poperinge, 22 juli 1798 - Brugge, 7 februari 1885) was een Belgisch rooms-katholiek priester, president van het grootseminarie van Brugge en vicaris-generaal van het bisdom Brugge.

## Levensloop
Livinus was een zoon van de landbouwers Petrus Bruneel en Josephina Minne. Hij trad in het seminarie van Mechelen in, tijdens de periode van het Verenigd Koninkrijk der Nederlanden, en werd op 8 november 1821 tot priester gewijd. 
Hij behoorde tot het bisdom Gent-Brugge en werd in juni 1822 onderpastoor in Westvleteren en in november 1825 in Ieper. In oktober 1833 werd hij professor, met als vak 'Heilige Schrift', in het nieuw grootseminarie, ten dienste van het pas opgerichte bisdom Brugge. De eerste president van dit seminarie was Lodewijk Jozef Delebecque, de vertrouwensman van de nieuwe bisschop René Boussen. Delebecque werd in 1838 benoemd tot bisschop van Gent en Bruneel volgde hem op als president van het seminarie. Tegelijk werd hij lid van de bisschoppelijke raad.
Hij bleef president en professor tot in 1869, bijna dertig jaar. Zijn curriculum werd aangevuld met verschillende benoemingen:
- erekanunnik van de Brugse kathedraal (4 oktober 1834),
- pro-synodaal examinator (augustus 1838),
- titulair kanunnik van het Brugse Sint-Salvatorskapittel (9 september 1840),
- apostolisch protonotarius (januari 1866),
- pauselijk huisprelaat (augustus 1862),
- cantor van het kapittel van kanunniken (juni 1869).

In juni 1869 werd hij door bisschop Johan Joseph Faict tot vicaris-generaal benoemd en tevens tot voorzitter van de bisschoppelijke raad voor kloosterzaken. Hij bleef de beide functies uitoefenen tot in augustus 1880. Hij was toen 82 en ging met emeritaat.

## Bruneel en Guido Gezelle
Guido Gezelle bracht zijn hele seminarietijd door onder het presidentschap van Livinus Bruneel. Als zijn geestelijk leider en biechtvader koos Gezelle de directeur van het seminarie, Antoon Wemaer.
Het gedicht 't Is avond en de hemel blaakt werd door Gezelle geschreven in november 1863. In augustus 1863 had hij al het gedicht Mag ik opstaan en wat spreken geschreven. Beide waren ter gelegenheid van het zilveren ambtsjubileum van Bruneel als president. Ook het gedicht De bruid die niet wou branden, geschreven naar aanleiding van een Cecilia-avond in november 1864, bevatte verschillende luimige verzen die president Bruneel tot voorwerp hadden.
Na zijn priesterwijding onderhield Gezelle goede relaties met de president. Die nodigde zijn 'cher ami' uit op de viering van zijn zilveren ambstjubileum, zowel op de plechtige mis als op het daaropvolgend feestmaal.